# Francisco de Almeida
Francisco de Almeida, född omkring 1450 i Lissabon, död 1 mars 1510 vid Taffelberget nära nuvarande Kapstaden, var en portugisisk militär och upptäcktsresande. Han vann först ryktbarhet i krigen mot morerna och erövringen av Emiratet av Granada 1492.

## Biografi
Almeida utsågs 1505 av kung Manuel I av Portugal till den förste vicekungen i Portugisiska Indien (från början var Tristão da Cunha tänkt till denna post, dock drabbades denne av övergående blindhet) och Almeida lämnade därför Lissabon på sin Indien-expedition den 25 mars 1505 med 21 fartyg. Även João da Nova och Juan Serrano medföljde konvojen.
Han rundade Godahoppsudden och landade i östafrikanska Kilwa, som han intog. Almeida byggde där ett fort, fortsatte sedan och förstörde Mombasa. Vid ankomsten till Indien slog Almeida läger i Cochin. Senare slog han de förenade arabiska och egyptiska flottor som han mötte i slaget vid Diu 3 februari 1509.
När Afonso de Albuquerque anlände till Cochin för att avlösa Almeida som vicekung vägrade den sistnämnde att godkänna de kungliga dokument som Albuquerque medförde och kastade denne i fängelse. Först när den portugisiske stormarskalken anlände tre månader senare, i spetsen för en stor flotteskader, böjde sig Almeida och återvände till hemlandet. Han nådde emellertid inte dit, utan dödades av khoikhoi vid ett strandhugg i Sydafrika.